# Plon (Gemeinde Hopfgarten in Defereggen)
Plon ist eine Streusiedlung in der Gemeinde Hopfgarten in Defereggen im Defereggental (Osttirol).

## Geographie
Hopfgarten erstreckt sich über eine Länge von rund zwei Kilometern entlang der Schwarzach bzw. der Defereggentalstraße. Die mehr als 50 Gebäude liegen fast ausschließlich am Talboden und nördlich der Schwarzach. Lediglich das zu Plon zählende Schmittenkirchl sowie die Almen Bichleralm, Eggalm, Kleinitzalm und Laschkitzenalm befinden sich südlich der Schwarzach bzw. auf der Schattenseite des Defereggentals. Im Äußersten Westen von Plon liegt auch das Gewerbegebiet der Defereggentaler Gemeinden. Plon ist im Bereich des Talbodens der westlichste Teil der Gemeinde Hopfgarten. Östlich liegt der Ortsteil Innerhopfgarten, nördlich die Ortsteile Lerch und Hof.
Von den Bergen der Lasörlinggruppe fließen durch Plon Köfelebach, Birkenbach, Großlerchenbach, Zathambach, Brechlochtal, Schmiederbach und Klamperer Graben. Von den Villgratner Bergen fließen Kleinitzer Almbach, Laschkitzenbach, Kieflinggraben, Stalis Lahner und Bichleralmbach durch Plon. Von den zahlreichen Bauernhöfen in Plon werden noch zehn bewirtschaftet. Es sind dies die Hofstellen Aue, Schmieder, Schmieden, Waldheim, Außerzatham, Innerzatham, Unterraut, Unterlerch, Ploner und Außerschmitten.

## Geschichte
Den Grundstein für die Besiedlung von Plon wurde durch die mittelalterliche Schwaige (Urhof) „Plan“, auch Plon oder Plun, (von Hebenstreit-Glurnhör) gelegt. Im Bereich dieser Schwaige entstanden durch Neurodungen zudem die Raut „Schmiedsraut“, „Unterlerch“ (Grundherrschaft Kellenamt), „Kleinplan“ (Grundherrschaft Kellenamt), „Frutsche“ (Stampfer und Stößlraut) und Raut „Egg in der Girgen“ (Grundherrschaft Amt Windisch-Matrei).
Plon wurde von der Statistik 1890 als Dorf mit 19 Häusern 104 Einwohnern ausgewiesen. Bis 1910 wuchs die Zahl der Häuser auf 37 Gebäude (wobei hier wohl die Almgebäude hinzugezählt wurden), die Einwohnerzahl blieb hingegen mit 106 Menschen konstant. 1923 lebten in der Fraktion Plon 88 Menschen, wobei für die Streusiedlung 16 Häuser und für die Eggalpe 18 Häuser ausgewiesen wurden. 1951 beherbergte Plon 94 Menschen in 31 Häusern, wobei auf die Streusiedlung Plon 91 Menschen in 15 Häusern entfielen. Hinzu kamen der Einzelhof Schmitten mit drei Bewohnern, die Glaurithütte, sowie die Bichleralm, Eggalm, Kleinitzalm und Laschgitzalm mit insgesamt 14 Häusern. 1961 wurden von den Statistikern für Plon 20 Wohnhäuser, 11 Almhäuser und 139 Einwohner gezählt, wobei Schmitten als Weiler mit drei Häusern ausgewiesen wurde und der Rest auf die Streusiedlung Plon und die vier almen entfiel. Seit 1981 existiert Schmitten nicht mehr in den Österreichischen Ortsverzeichnissen, damals lebten in Plon 145 Menschen in 28 Gebäuden. Im Jahr 1991 bestanden in Plon 27 Gebäude, 11 land- und forstwirtschaftliche Betriebe und eine Wohnbevölkerung von 150 Menschen. 2001 gab es in Plon 39 Gebäude, 13 land- und forstwirtschaftliche Betriebe und eine Wohnbevölkerung von 143 Menschen.

## Bauwerke und sakrale Kunst

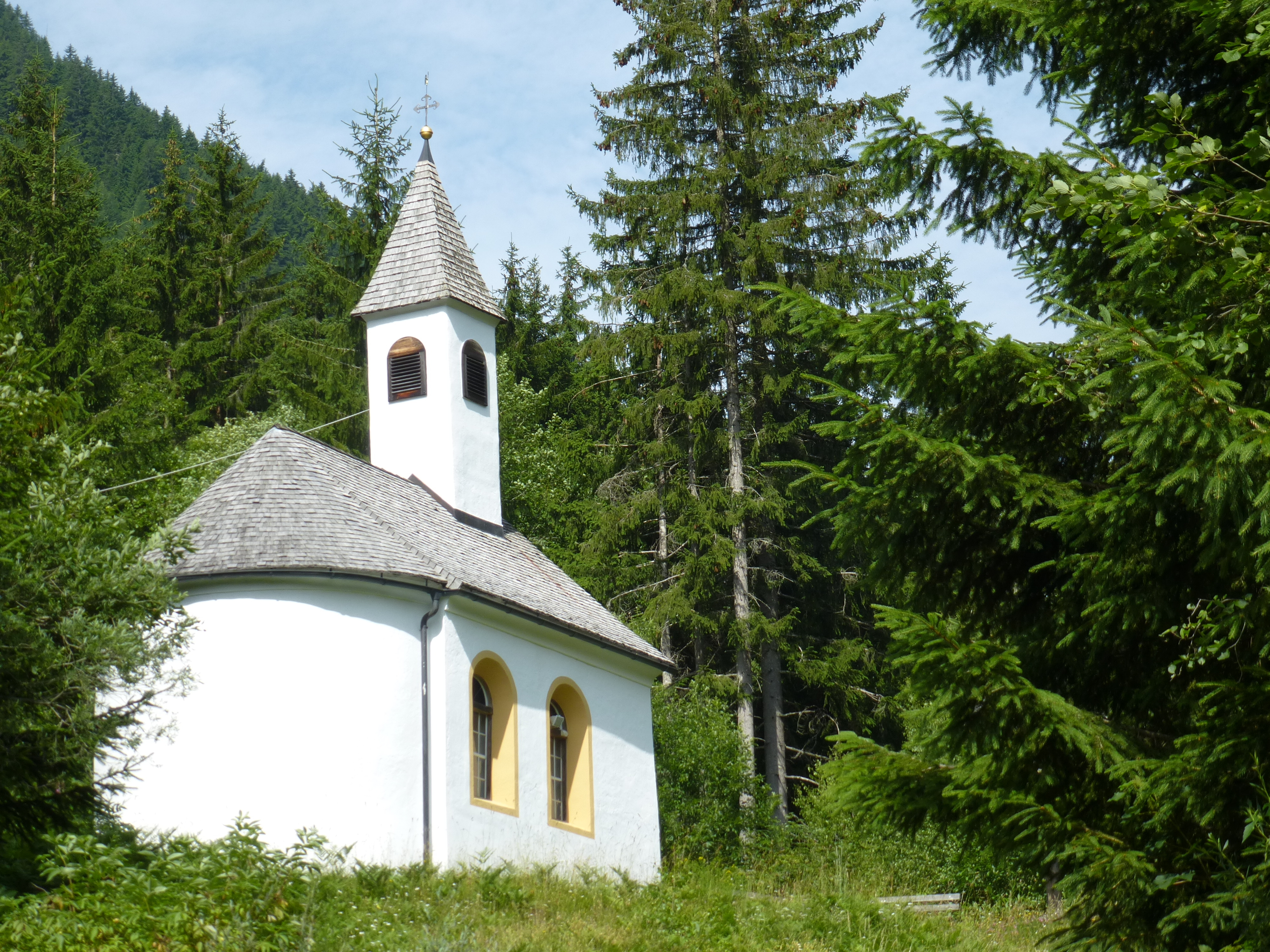
Schmittenkirchl (2013)

Der Kunstkataster des Landes Tirol weist für Plon zehn Einträge, darunter zwei denkmalgeschützte Objekte auf. Eines der denkmalgeschützten Objekte ist das 1850 errichtete und dem hl. Antonius geweihte Schmittenkirchl an der Schattenseite des Defereggentals. Hinzu kommt eine denkmalgeschützte Getreidemühle beim Bauernhof Innerzatham, die aus dem Jahr 1840 stammt. Neben den Höfen Innerzatham und Außerzatham befindet sich mit der Zathamkapelle ein weiterer, im Jahr 1902 errichteter, sakraler Bau in Plon. Weitere Kleindenkmäler sind der Johannes-Nepomuk-Nischenbildstock beim Hof Unterauen, sowie Wegkreuze bei den Bauernhöfen Schmieder, Auenschmid und neben dem Schmittenkirchl. Aus der bäuerlichen Baukultur ist das Wirtschaftsgebäude des Bauernhofs Ploner erwähnenswert, dessen Kern aus dem 18. Jahrhundert stammt. Andere Objekte wie die Wasch- und Backhütte Neuschmittn oder der Einhof Untersalitterer wurden inzwischen abgetragen.